# Uddevalla gymnasieskola

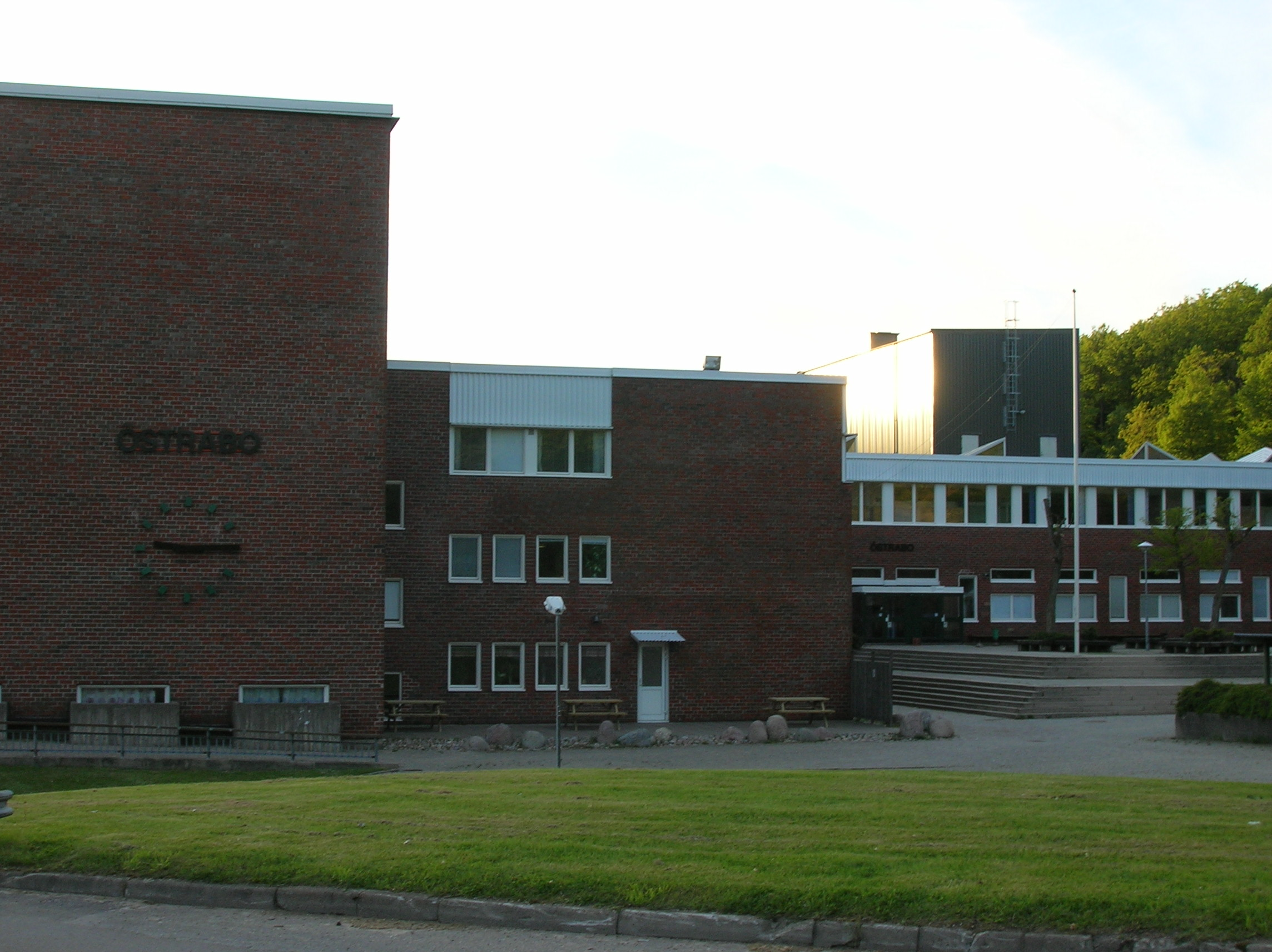
Östrabo 1

Uddevalla gymnasieskola är en kommunal gymnasieskola i centrala Uddevalla. Skolan består av fyra enheter: Agneberg, Sinclair, Östrabo 1 och Östrabo Y samt Uddevalla Elitidrottsgymnasium (UEIG). I Östrabo 1 finns naturvetenskapsprogrammet, omvårdnadsprogrammet och teknikprogrammet. I Östrabo Y finns byggprogrammet, elprogrammet, energiprogrammet, fordonsprogrammet, hantverksprogrammet och industriprogrammet. I Sinclair finns  estetiska programmet. Introduktionsprogrammen IM som tidigare låg på Margretegärde finns nu på Agneberg.
Uddevalla gymnasieskola har alla nationella program inklusive Naturbruksprogrammet. Skolan har även utbildningar inom gymnasiesärskolan, som har egna kursplaner i de nationella programmen. Med över 3 000 elever är Uddevalla Gymnasieskola (2019) den största gymnasieskolan i Sverige.
På Agneberg och Östrabo Y kan elever gå Gymnasial lärlingsutbildning, GLU, det innebär att eleven lär sig ett yrke genom att kombinera arbete på en arbetsplats med studier i skolan.
Från och med läsåret 2011/2012 är elitidrottsgymnasiets verksamhet certifierad av Svenska Fotbollförbundet, Svenska Friidrottsförbundet, Svenska Handbollförbundet och Svenska Simförbundet.

## Historik
Skolhusen Östrabo 1 och Östrabo Y utgjorde tidigare en egen gymnasieskola (Östrabogymnasiet), men 2002 gjordes organisationen om. Skolans ledord var Kunskap, kompetens, kamratskap.